# Mjesto sjećanja Vukovar (2015.)
Mjesto sjećanja Vukovar, hrvatski dokumentarni film o bitci za Vukovar.

## O filmu
Tema filma je bitka za Vukovar s fokusom na ljude prije, za i nakon bitke za Vukovar. U filmu govore hrvatski branitelji, stradalnici i žrtve vukovarske tragedije dijeleći svoja osobna iskustva i pogled na događaje otprije 28 godina. Neki od njih prvi se put pojavljuju pred kamerama. Prema riječima autora Veljka Bulajića, htio je pokazati ljudima što se zaista dogodilo u studenom 1991.
Film je sniman dvije godine. Nastao je u koprodukciji HRT-a i Aleks produkcije u suradnji s HVIDROM i Ministarstvom branitelja Republike Hrvatske. U filmu se pojavljuju i neki poznatiji ljudi kao što su Vesna Bosanac, Josip Horvat, Marko Leko i drugi.